# Paral·lel 21° sud
El paral·lel 21° sud és una línia de latitud que es troba a 21 graus sud de la línia equatorial terrestre. Travessa l'oceà Atlàntic, l'Àfrica, l'Oceà Índic, el Sud-est Asiàtic, l'Australàsia, l'Oceà Pacífic i Amèrica del Sud.

## Geografia
En el sistema geodèsic WGS84, al nivell de 21° de latitud sud, un grau de longitud equival a 103,964 km; la longitud total del paral·lel és de 37.429 km, que és aproximadament 93,0% de la de l'equador, del que es troba a 2.323 km i a 7.679 km del pol Sud

## Arreu del món
A partir del Meridià de Greenwich i cap a l'est, el paral·lel 21° sud passa per: 
| Coordenades                                | País. Territori o mar | Notes |
| ------------------------------------------ | --------------------- | --- |
| 21° 0′ S, 0° 0′ E / 21.000°S,0.000°E       | Oceà Atlàntic         | |
| 21° 00′ S, 13° 31′ E / 21.000°S,13.517°E   | Namíbia               | |
| 21° 00′ S, 21° 00′ E / 21.000°S,21.000°E   | Botswana              | |
| 21° 00′ S, 27° 42′ E / 21.000°S,27.700°E   | Zimbàbue              | |
| 21° 00′ S, 32° 28′ E / 21.000°S,32.467°E   | Moçambic              | |
| 21° 00′ S, 35° 06′ E / 21.000°S,35.100°E   | Oceà Índic            | Canal de Moçambic |
| 21° 00′ S, 43° 52′ E / 21.000°S,43.867°E   | Madagascar            | |
| 21° 00′ S, 48° 27′ E / 21.000°S,48.450°E   | Oceà Índic            | |
| 21° 00′ S, 55° 15′ E / 21.000°S,55.250°E   | França                | Illa de la Reunió |
| 21° 00′ S, 55° 43′ E / 21.000°S,55.717°E   | Oceà Índic            | Passa al sud de Barrow Island, Austràlia Occidental, Austràlia |
| 21° 00′ S, 116° 08′ E / 21.000°S,116.133°E | Austràlia             | Austràlia Occidental Territori del Nord Queensland |
| 21° 00′ S, 149° 06′ E / 21.000°S,149.100°E | Mar del Corall        | Passa a través de les illes del Mar del Corall Austràlia |
| 21° 00′ S, 164° 41′ E / 21.000°S,164.683°E | Nova Caledònia        | |
| 21° 00′ S, 165° 24′ E / 21.000°S,165.400°E | Mar del Corall        | |
| 21° 00′ S, 167° 04′ E / 21.000°S,167.067°E | Nova Caledònia        | Lifou |
| 21° 00′ S, 167° 22′ E / 21.000°S,167.367°E | Oceà Pacífic          | Passa al nord de Tongatapu, Tonga · Passa al nord de Rarotonga, Illes Cook · Passa al sud de l'atol Anuanuraro, Polinèsia Francesa · Passa al nord de l'atol Anuanurunga, Polinèsia Francesa · Passa al nord de l'atol Nukutepipi, Polinèsia Francesa |
| 21° 00′ S, 70° 10′ O / 21.000°S,70.167°O   | Xile                  | |
| 21° 00′ S, 68° 22′ O / 21.000°S,68.367°O   | Bolívia               | |
| 21° 00′ S, 62° 15′ O / 21.000°S,62.250°O   | Paraguai              | |
| 21° 00′ S, 57° 50′ O / 21.000°S,57.833°O   | Brasil                | Mato Grosso do Sul São Paulo State Minas Gerais Rio de Janeiro State Espírito Santo |
| 21° 0′ S, 40° 48′ O / 21.000°S,40.800°O    | Oceà Atlàntic         | |